# Марешаль, Андре

Андре́ Мареша́ль (фр. Robert Gaston André Maréchal; 10 декабря 1916 — 14 октября 2007) — французский учёный в области оптики. Известен как изобретатель критерия Марешаля. Президент Международной комиссии по оптике в 1962—1966 годах.

## Награды и Достижения
Член Французской академии наук (1981), почетный член Оптического общества (OSA) (1986).
В число наград входят:
- Медаль Юнга[англ.] (1965)[5]
- Медаль Миса[англ.] (1977)
- Золотая медаль SPIE (1989)[6]

## Книги
- Марешаль А., Франсон М. Структура оптического изображения /Под ред. Слюсарева Г. Г. — М.: Мир, 1964. — 295 с.: ил.